# S@motność w Sieci
S@motność w Sieci is een muziekalbum van de Noorse pianist Ketil Bjørnstad. Het is opnieuw een kruising tussen rustige jazz en klassieke muziek. Het is tegelijk een verzamelalbum als een soundtrack bij de film als in de titel. In de bijlage wordt verwezen naar de diverse albums, die niet allemaal (meer) verkrijgbaar zijn.

## Composities
1. Shimmering; van album Before the Light
2. Prelude 19; van Preludes
3. The memory; van The Nest
4. Prelude 13; van Preludes
5. Existence; van Sharing
6. Days in Paris; New Life
7. You might say; van Sharing
8. Pianology 1; van Pianology
9. The Sea part II; van The Sea
10. Blue man; van New Life
11. Lovers' infiniteness; van Grace.

Alle composities zijn van Bjørnstad; behalve die van het albumk sharing; dat zijn composities van Bugge Wesseltoft.

## Trivia
S@motność w Sieci is de Poolse filmtitel; de film zou Engelstalig Loneliness at the Net heten; hiervoor nergens een bevestiging van kunnen vinden.